# Săliște
Săliște (en latin Magna Villa Valachicalis, dans le dialecte saxon de Transylvanie Selischte, en allemand Großdorf, Grossdorf, Langendorf, Langesdorf, en hongrois Szelistye) est une commune et une ville du județ de Sibiu.
En dehors de la ville elle-même, Sǎlişte a sous sa juridiction 8 villages, tous intégrés à la commune.
Săliște a reçu le statut de ville en 2003.
Elle est considérée comme le centre le plus important de la zone ethnographique de Mărginimea Sibiului (en).

## Géographie
Située à proximité de la DN1 et de la voie ferrée Sibiu-Alba Iulia, Săliște est une ville bien desservie, à 23 km à l'ouest de Sibiu.
Elle est située à une altitude de 542 m, au pied des monts Cindrel.
Le territoire de la juridiction de Săliște comprend les territoires suivants :
- la ville de Săliște elle-même.

Les villages suivants, avec tout leur territoire et leurs dépendances :
- Galeş ;
- Sibiel ;
- Vale, commune de Sălişte ;
- Săcel ;
- Mag ;
- Aciliu ;
- Amnaş ;
- Fântânele.

Au total, le territoire sous la juridiction de Săliște couvre 226,78 km2.

## Démographie
La zone ethnographique de Mărginimea Sibiului (en) a toujours été peuplée d'une très large majorité de Roumains.
Selon les recensements hongrois, en 1850, il y avait 5335 habitants (dont 5 199 Roumains, 91 Tziganes, 35 Hongrois).
En 1900, il y avait 3 592 habitants (3 240 Roumains, 125 Hongrois, 110 Allemande, 62 Tziganes).
La baisse était surtout imputable à l'exode rural et au début de l'afflux de Roumains sur Sibiu.
Malgré la politique très favorable au hongrois sous la domination autro-hongroise, seuls 4 % des habitants pouvaient parler hongrois comme langue seconde dans la commune. L'allemand était beaucoup plus courant.
Sa population était de 5 795 habitants en 2002 (dont 2830 pour la ville de Sălişte et 2965 pour les 7 villages dépendants).
La base militaire de Crinț (qui ne compte que deux habitants permanents) située à 12 km plus au sud de Sibiel, en pleine montagne, relève aussi de Săliște.
Lors du recensement de 2011, 88,28 % de la population se déclarent roumains, 3,04 % comme roms (7,83 % ne déclarent pas d'appartenance ethnique et 0,83 % déclarent appartenir à une autre ethnie).
Au recensement de 2011, la population n'était plus que de 5 040 (en baisse de 17,3% en 9 ans). La région est en effet confrontée à une faible fécondité et à une émigration des jeunes vers Sibiu, d'autres régions de la Roumanie ou l'étranger. Malgré la proximité de Sibiu, la région peine à attirer de nouveaux habitants, la ville de Sibiu elle-même connaissant un important déclin démographique.

## Politique

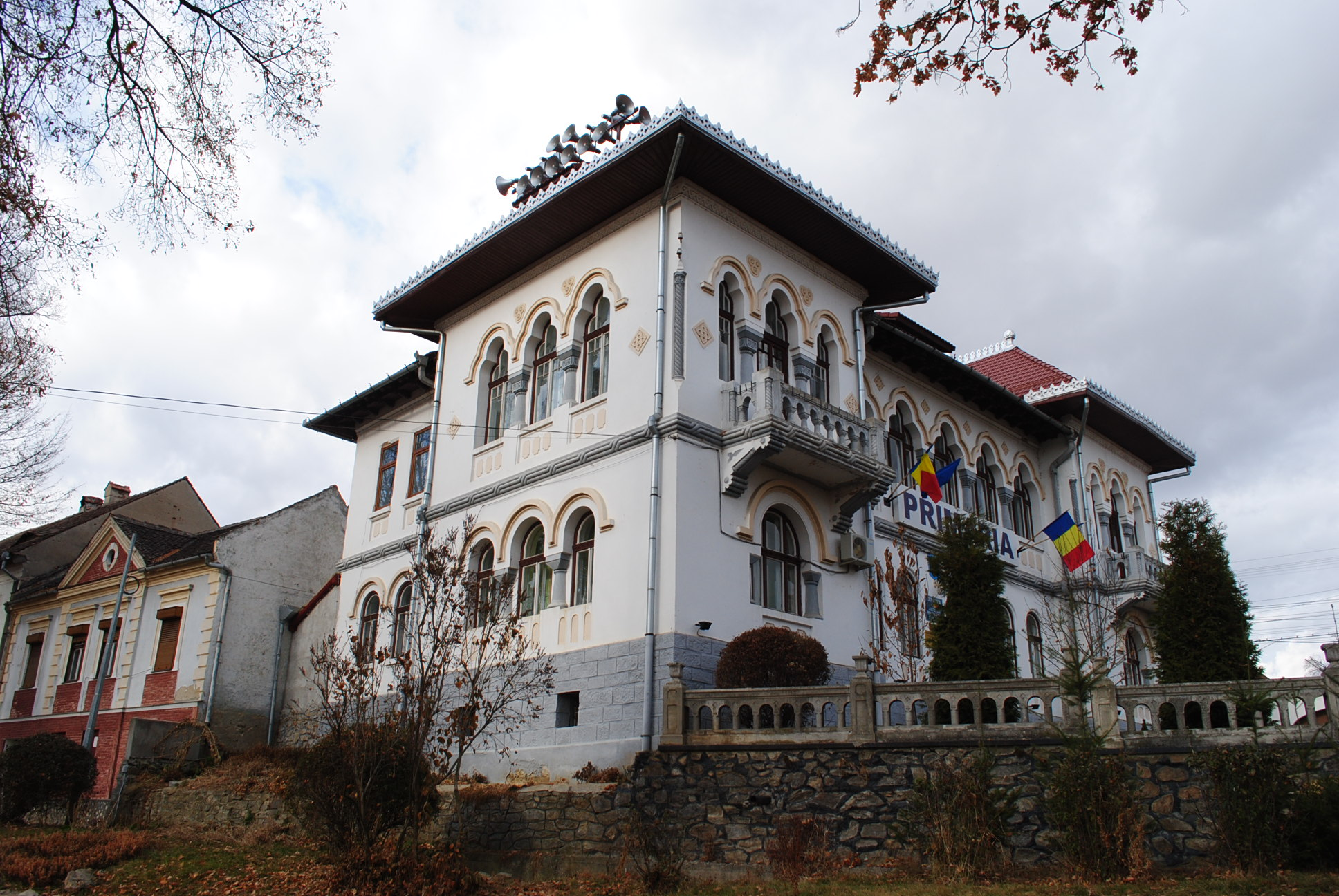
L'hôtel de ville.

| Parti | Parti                                      | Sièges |
| ----- | ------------------------------------------ | ------ |
|       | Parti national libéral (PNL)               | 10     |
|       | Parti social-démocrate (PSD)               | 2      |
|       | Indépendants                               | 2      |
|       | Alliance des libéraux et démocrates (ALDE) | 1      |

## Jumelages
Elle est jumelée à la commune de  Saint-Genis-Laval (France).

## Économie
Bien que l'agriculture et le tourisme représentent des secteurs importants, la ville a aussi un artisanat local.
Des PME-PMI sont aussi présentes sur le territoire de la commune : textile, travail du bois en particulier.
Le secteur agricole joue un rôle essentiel dans la vie économique de la commune de Săliște.
Quelques-unes des productions importantes (chiffres 2007):
- céréales 1 321 tonnes
- pommes de terre 1 681 tonnes
- légumes 860 tonnes
- fruits 2 065 tonnes (dont pommes 1 575 tonnes et quetsches 450 tonnes).

La majorité des fruits et des légumes sont vendus sur Sibiu. Les fruits permettent de fabriquer l'alcool traditionnel la țuicǎ.
Le bois est aussi une ressource importante (20 900 m3 en 2007). 37 % de la superficie de la commune est composée de forêts.

## Personnalités
- Ioan Lupaș (en) (1880-1967), historien roumain.
- Andrei Oțetea (en) (1894-1977), historien roumain.
- Dumitru Roșca (1895–1980), philosophe, traducteur, francophone et pédagogue roumain.